# 國立臺中科技大學
國立臺中科技大學（英語：National Taichung University of Science and Technology）是一所科技大學。位於台灣一中街商圈，前身為日治時期成立的臺灣總督府臺中商業學校。現有四大學制：日間部、進修部、空中學院、進修學院。日間部包括研究所、四技、二技、五專。進修部包括二技、四技、二專。共有六大學院：商學院、設計學院、語文學院、資訊與流通學院、中護健康學院、智慧產業學院。

## 歷史
台中科技大學源自1919年創立的台灣公立台中商業學校（後改稱台中州立台中商業學校），日本時代結束後的1945年改制台灣省立台中商業職業學校，併入省立台中補習學校後的1963年改制為省立台中商業專科學校。1982年改為國立成為國立台中商業專科學校，再於1983年轉型成台中技術學院，與台中護理專科學校合併後的2011年改制成國立台中科技大學。

### 日本時期
| 任別 | 姓名       | 任職時間                     |
| ---- | ---------- | ---------------------------- |
| 1    | 小豆澤英男 | 1919年6月1日-1921年4月5日    |
| 2    | 柳澤久太郎 | 1921年4月5日-1922年5月19日   |
| 3    | 國井清音   | 1922年5月19日-1925年4月30日  |
| 4    | 山崎繁樹   | 1925年4月30日-1928年12月4日  |
| 5    | 內田佳雄   | 1928年12月4日-1934年5月14日  |
| 6    | 後藤義光   | 1934年5月14日-1937年4月2日   |
| 7    | 田中惠一   | 1937年4月2日-1940年7月       |
| 8    | 根來泰信   | 1940年7月-1941年11月1日      |
| 9    | 光永美紀   | 1941年11月1日-1945年11月20日 |

### 台灣時期
| 任別 | 姓名   | 任職時間                       |
| ---- | ------ | ------------------------------ |
| 代理 | 江文章 | 1945年11月20日－1946年2月1日   |
| 1    | 江文章 | 1946年2月1日－1950年5月20日    |
| 2    | 吳恭   | 1950年5月20日－1954年2月1日    |
| 3    | 陳奇秀 | 1954年2月1日－1978年2月1日     |
| 4    | 郁松年 | 1978年2月1日－1987年12月15日   |
| 5    | 王紹楨 | 1987年12月16日－1996年12月16日 |
| 6    | 阮大年 | 1997年1月13日－2007年6月30日   |
| 7    | 李淙柏 | 2007年7月1日－2015年7月31日    |
| 8    | 謝俊宏 | 2015年8月1日-2023年7月31日     |
| 9    | 陳同孝 | 2023年8月1日現任               |

## 學校組織

### 學術單位
| 中護健康學院   | 護理系暨碩士班                       | 美容系暨碩士班                       |
| 中護健康學院   | 老人服務事業管理系                   | 健康產研中心                         |
| 商學院         | 會計資訊系暨碩士班                   | 財政稅務系／租稅管理與理財規劃碩士班 |
| 商學院         | 休閒事業經營系                       | 國際貿易與經營系                     |
| 商學院         | 企業管理系暨碩士班                   | 財務金融系暨碩士班                   |
| 商學院         | 保險金融管理系暨碩士班               | 應用統計系                           |
| 設計學院       | 商業設計系暨碩士班                   | 多媒體設計系暨碩士班                 |
| 設計學院       | 室內設計暨碩士班                     | 創意商品設計系                       |
| 設計學院       | 設計服務中心                         |                                      |
| 語文學院       | 應用日語系／日本市場暨商務策略碩士班 | 應用英語系                           |
| 語文學院       | 應用中文系                           | 日本研究中心                         |
| 資訊與流通學院 | 流通管理系暨碩士班                   | 資訊管理系暨碩士班                   |
| 資訊與流通學院 | 資訊工程系暨碩士班                   | 資訊創新應用與服務中心               |
| 資訊與流通學院 | 人工智慧應用工程學士學位學程         |                                      |
| 智慧產業學院   | 商業經營系                           | 智慧生產工程系                       |
| 全人教育委員會 | 通識教育中心                         | 體育室                               |
| 全人教育委員會 | 語言中心                             |                                      |

### 行政中心
| 校務研究中心       | 資訊倉儲管理組 | 數據研究分析組   |
| 電子計算機中心     | 網路工程組     | 校務資訊組       |
| 電子計算機中心     | 教學資訊組     |                  |
| 職涯及諮商輔導中心 | 服務學習輔導組 | 實習與就業輔導組 |
| 職涯及諮商輔導中心 | 諮商輔導組     |                  |
| 環境與安全衛生中心 |                |                  |

### 行政單位
| 教務處                      | 課務組           | 註冊組               |
| 教務處                      | 綜合業務組       | 教學資源中心         |
| 學務處                      | 生活輔導組       | 課外活動指導組       |
| 學務處                      | 衛生保健組       | 學生宿舍組           |
| 學務處                      | 學習與勞動權益組 | 民生校區學務組       |
| 總務處                      | 事務組           | 營繕組               |
| 總務處                      | 文書組           | 出納組               |
| 總務處                      | 資產經營管理組   | 民生校區總務務組     |
| 研究發展處                  | 學術發展組       | 產學合作組           |
| 研究發展處                  | 校務企劃組       | 產研中心             |
| 研究發展處                  | 創新育成中心     |                      |
| 國際事務處                  | 國際暨兩岸合作組 | 國際學生交流組       |
| 國際事務處                  | 兩岸學生交流組   | 華語中心             |
| 圖書館                      | 讀者服務組       | 閱覽典藏組           |
| 圖書館                      | 採編組           | 民生校區圖書館分館   |
| 進修部                      | 註冊組           | 學生事務組           |
| 進修部                      | 綜合業務組       |                      |
| 推廣部                      |                  |                      |
| 秘書室                      | 綜合業務組       | 公共關係與校友服務組 |
| 人事室                      | 第一組           | 第二組               |
| 主計室                      | 第一組           | 第二組               |
| 軍訓室                      |                  |                      |
| 附設進修學院及 專科進修學校 | 課務組           | 註冊組               |
| 附設進修學院及 專科進修學校 | 學生事務組       | 綜合業務組           |
| 附設空中進修學院            | 課務組           | 註冊組               |
| 附設空中進修學院            | 學生事務組       | 媒體教學組           |
| 附設空中進修學院            | 總務組           |                      |

附設進修學院及專科進修學校，預計於109學年度併入進修部。

## 土地開發及建設
自台中科技大學的中護健康學院綜合大樓發布動工及預估的竣工消息後，房地產市場樂觀且趨於活躍，已持有當地房產者則打算長期持有不脫手，建商則認為有助於推升南屯區周邊的人口基數。該院建成運轉後將因應少子化及高齡化議題及中在護理、美容、老人服務事業管理領域發展。因建案多次流標，啟用時間預計延宕至2026年。該案受到多名立委及政府單位關注，曾介入以期加速開發進度，提升當地的地區發展。

## 校安事件
墜樓事故在2019年發生數次（4月及11月），錦平里社區發展協會理事長表示近年該校已經發生3起墜樓事故。2021年的墜樓與校方未能妥善處理學生被霸凌及跟蹤問題有關，又發生地點未裝設監視器，事故細節校方未能掌握。

## 校園生活

### 組織

#### 社團
各校區各自設立不同的社團組織，大部分社團如學生會、學生議會和畢委會等設置在三民校區，民生校區所設社團較三民校區少。

### 活動
校慶
在每年的12月1日舉行，活動包括運動會、園遊會、校友大會。

## 姊妹校
與國立台中科技大學締結姊妹校關係的地區包含紐奧、中國大陸、歐美、日本、東南亞、韓國。

## 外部連結
- 國立臺中科技大學（页面存档备份，存于）
- 大專校院校務資訊公開平台（页面存档备份，存于）